# Emil Schwantner

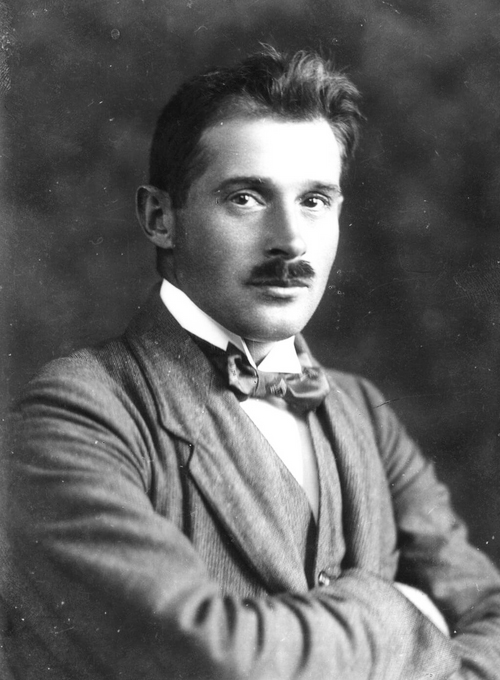
Bildhauer Emil Schwantner (um 1920)

Emil Schwantner (* 27. August 1890 in Königshan, Königreich Böhmen; † 18. Dezember 1956 in Schönebeck/Elbe) war ein deutsch-böhmischer Bildhauer, der sich in seinen Arbeiten stark auf Antikriegs- und soziale Themen konzentrierte und in den Jahren 1912/13 als Mitarbeiter von  Franz Metzner bei den Bildhauerarbeiten am Völkerschlachtdenkmal in Leipzig beteiligt war.

## Leben und Wirken
Emil Schwantner wurde als Sohn der Bergmanns- und Gastwirtsfamilie Augustin Schwantner in Königshan bei  Trautenau (Trutnov) geboren. Bereits in jungen Jahren zeigte sich sein künstlerisches Talent und so begann er im Alter von 14 Jahren eine Lehre in der Porzellanfabrik Pohl in  Schatzlar (Žacléř). Bei den weiteren Studien wurde er vom Firmeninhaber Theodor Pohl mit einem Stipendium unterstützt. Einige seiner kleinen Porzellanfiguren aus der Porzellanmanufaktur sind noch heute in den Sammlungen verschiedener Museen und Galerien der Region zu finden.
In den Jahren 1907 bis 1909 besuchte er die Keramikfachschule in Teplitz-Schönau und danach bis 1912 die Akademie der Bildenden Künste Prag, wo er Schüler bei Professor Josef Václav Myslbek (1848–1922) und dessen Assistent Jan Štursa (1880–1925) war, der ihn mit Auguste Rodin (1840–1917) bekannt machte. Auf einer Studienreise nach Belgien lernte er auch das Werk von Constantin Meunier (1831–1905) kennen.
In den Jahren 1912 bis 1913 war er Mitarbeiter beim Bildhauer Franz Metzner (1870–1919) in Leipzig. Er war u. a. beteiligt an dessen Statuen von Kaiser Joseph II. für Teplitz-Schönau und von G. E. Lessing sowie an den Modellen für einzelne Figuren am Leipziger Völkerschlachtdenkmal. Von 1913 bis 1914 lebte er als selbständiger Bildhauer in Berlin.
Im Jahr 1916 heiratete er Hermine Schlesinger in Wien, die Ehe wurde später wieder geschieden.
Den Ausbruch des Ersten Weltkriegs erlebt Schwantner in Wien, wo er sich als Freiwilliger zur österreichischen Armee meldete und in Galizien, Wolhynien, Rumänien und im Bereich der Isonzofront am Krieg teilnahm.
Nach dem Krieg kehrte er in seine Heimat zurück und arbeitete als freischaffender Bildhauer in Trautenau in seinem Atelier in der Kantstraße 5 (jetzt Husova ul.). Hier schuf er für verschiedene Orte im Riesengebirge zahlreiche Kriegerdenkmäler, die den gefallenen Soldaten des Weltkriegs gewidmet sind. Er war auch Mitglied in der Künstlervereinigung Metznerbund.
Da er ein Aufenthaltsangebot für die Tschechoslowakei abgelehnt hatte, wurde er im August 1946 nach Deutschland abgeschoben.
Er wohnte dann zunächst in Ottersleben bei Magdeburg und arbeitete ab 1948 als freischaffender Künstler in Bad Salzelmen. Er erhielt aber meist nur kleine Aufträge von seinen Landsleuten, die von ihm Repliken von seinen früher geschaffenen Werken erbaten, die er bei der  Vertreibung aus seiner Heimat hatte zurücklassen müssen.
Im Jahr 1951 heiratete er Anna Renner († 2002) aus Freiheit an der Aupa (Svoboda nad Úpou), die er auf dem Vertriebenentransport kennengelernt hatte.
Er starb entkräftet und vergessen am 18. Dezember 1956 in Schönebeck an der Elbe.
Im Stadtbezirk Červený Kopec in Trutnov wurde nach ihm eine Straße benannt.

## Schaffen
In seinem Schaffen nahmen die Antikriegs- und sozialen Themen einen breiten Raum ein. In seiner schöpferischsten Zeit, in den 1920er und 1930er Jahren, schuf Emil Schwantner zahlreiche Kriegerdenkmäler, in deren Gestaltung er die Erlebnisse aus dem Weltkrieg verarbeitete, dessen Schrecken ihn tief berührten.
Außerdem hat er zahlreiche Tierskulpturen, Büsten und figurative Skulpturen von Künstlern, Unternehmern, Handwerkern, Bauern und Kindern aus verschiedenen Materialien sowie Holzschnitzereien geschaffen. Seine Werke zeichnen sich dadurch aus, dass sie nicht nur die äußere Form wiedergeben, sondern auch die Emotionen und die Innenwelt der abgebildeten Figuren zum Ausdruck bringen.
Seine großen Vorbilder bezüglich der Tierskulpturen waren der Berliner Tierbildhauer August Gaul (1869–1921) und der tschechische Bildhauer Bohumil Kafka (1878–1942).
Einige seiner Werke wurden von den  Nationalsozialisten zerstört, z. B. die Skulpturengruppe „Totentanz“, die seit 1932 als Kriegerdenkmal für die Gefallenen des Ersten Weltkriegs im Trautenauer Stadtpark stand. Das Denkmal wurde 1942 abgebrochen und eingeschmolzen, nur die Bronzetafeln mit den Namen der im 1. Weltkrieg Gefallenen aus Trautenau konnten 1948 vom Schrottplatz in Hamburg gerettet werden.
Eine Nachbildung dieses Denkmals wurde von der tschechischen Bildhauerin Paulina Skavová geschaffen und im Jahr 2017 an der ursprünglichen Stelle im Park wieder aufgestellt. Ein weiteres wichtiges Werk, eine Metallskulptur vom Grabstein des sozialdemokratischen Abgeordneten  Wilhelm Kiesewetter (1853–1925) auf dem Trautenauer Stadtfriedhof wurde 1993 von Metalldieben zerstört. Mit Hilfe der gefundenen Reste und vorhandener Fotos konnte 2006 wieder eine Kopie angefertigt und aufgestellt werden.

## Werke (Auswahl)
Eine Auswahl seiner Arbeiten befindet sich im Riesengebirgsmuseum Vrchlabí, im Museum des Riesengebirgsvorlandes Trutnov, in der Stadtgalerie Trutnov, im Riesengebirgsmuseum Marktoberdorf, im Stadtmuseum Žacléř und in der Nationalgalerie Prag:
- Skulptur Rattenfänger (auch Flötenspieler, Holz, 1910)[9]
- Tier- und Personen-Skulpturen[10]
- Tierskulpturen aus Porzellan
- Rübezahl, Modell aus weißem glasiertem Porzellan (1935)
- Kriegerdenkmal in Královec (Königshan)
- Kriegerdenkmal in  Černá Voda (Schwarzwasser)
- Kriegerdenkmal auf dem Friedhof in Trutnov (Trautenau)
- Kriegerdenkmal in Voletiny (Wolta), jetzt Replik
- Kriegerdenkmal in Slavětín (Slatin)
- Kriegerdenkmal in Dubenec (Dubenetz) (1920)
- Kriegerdenkmal in Kocbeře (Rettendorf) (1923)
- Kriegerdenkmal in Mladé Buky (Jungbuch) (1924)
- Kriegerdenkmal in Horní Lánov (Ober Langenau) (1925)
- Kriegerdenkmal in Horní Žďár (Ober Soor) (1926), jetzt Replik
- Kriegerdenkmal in Starý Rokytník (Alt Rognitz), jetzt Replik
- Gedenktafel für Prosper Piette von Rivage (1846–1928) (um 1928)
- Grabmal Kiesewetter auf dem Friedhof in Trautenau (1929)
- Kriegerdenkmal im Stadtpark von Trutnov (Trautenau) (1932), jetzt Replik[11]
- Zyklus Totentanz (Bronze, um 1927)
- Kleinskulptur Prometheus (1948)
- Büsten von Persönlichkeiten (Gipsmodelle), z. B. Robert Koch (1950er Jahre)
- Kleinskulptur Christuskopf (1956)

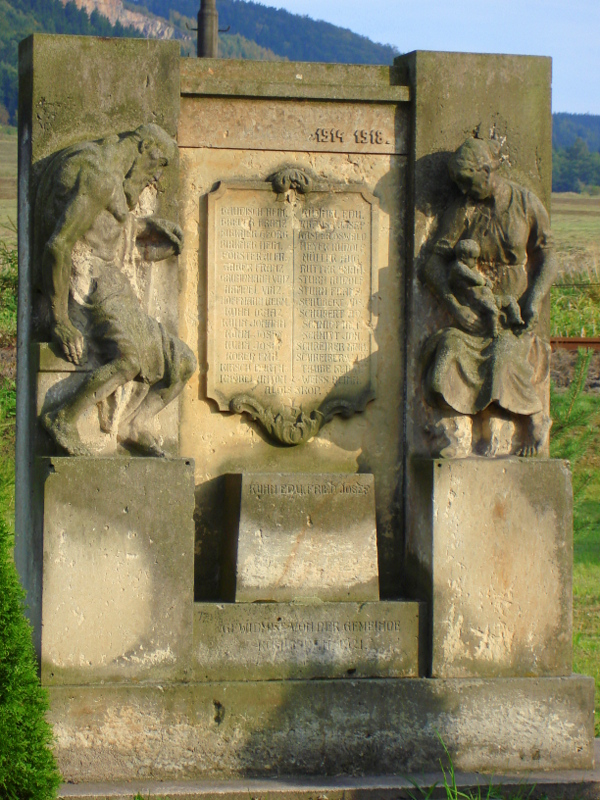
Kriegerdenkmal in Královec
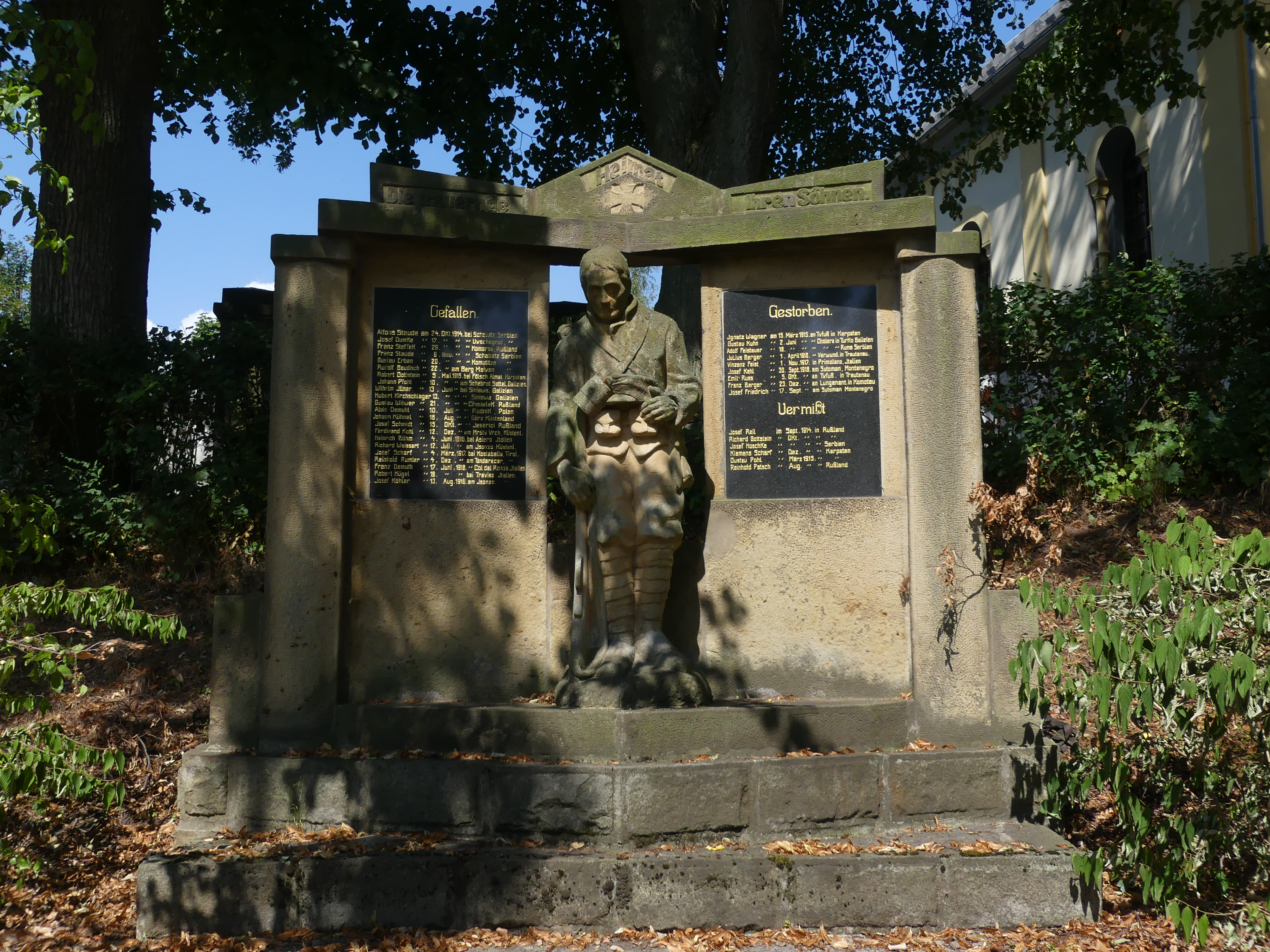
Kriegerdenkmal in Voletiny
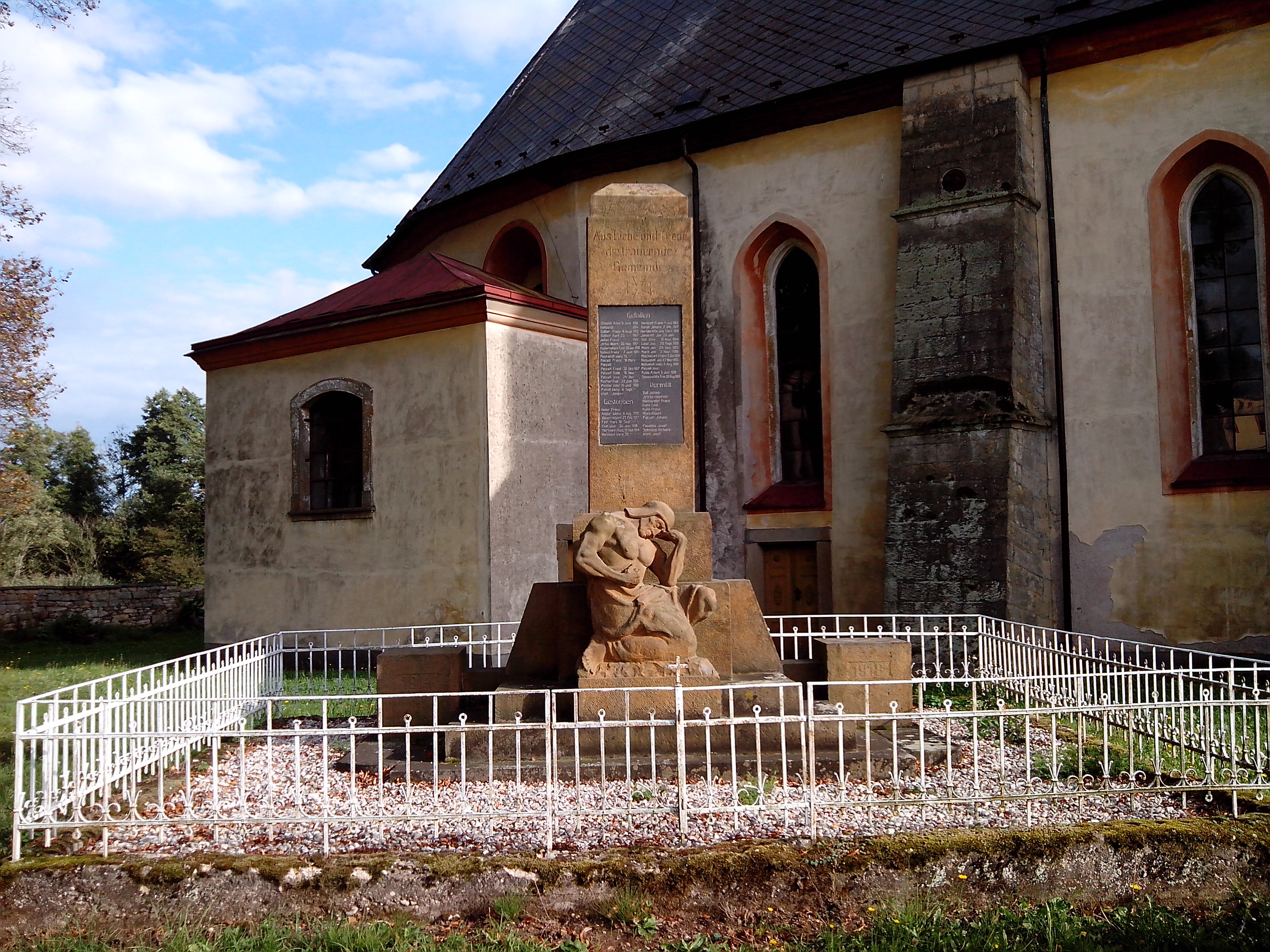
Kriegerdenkmal in Dubenec
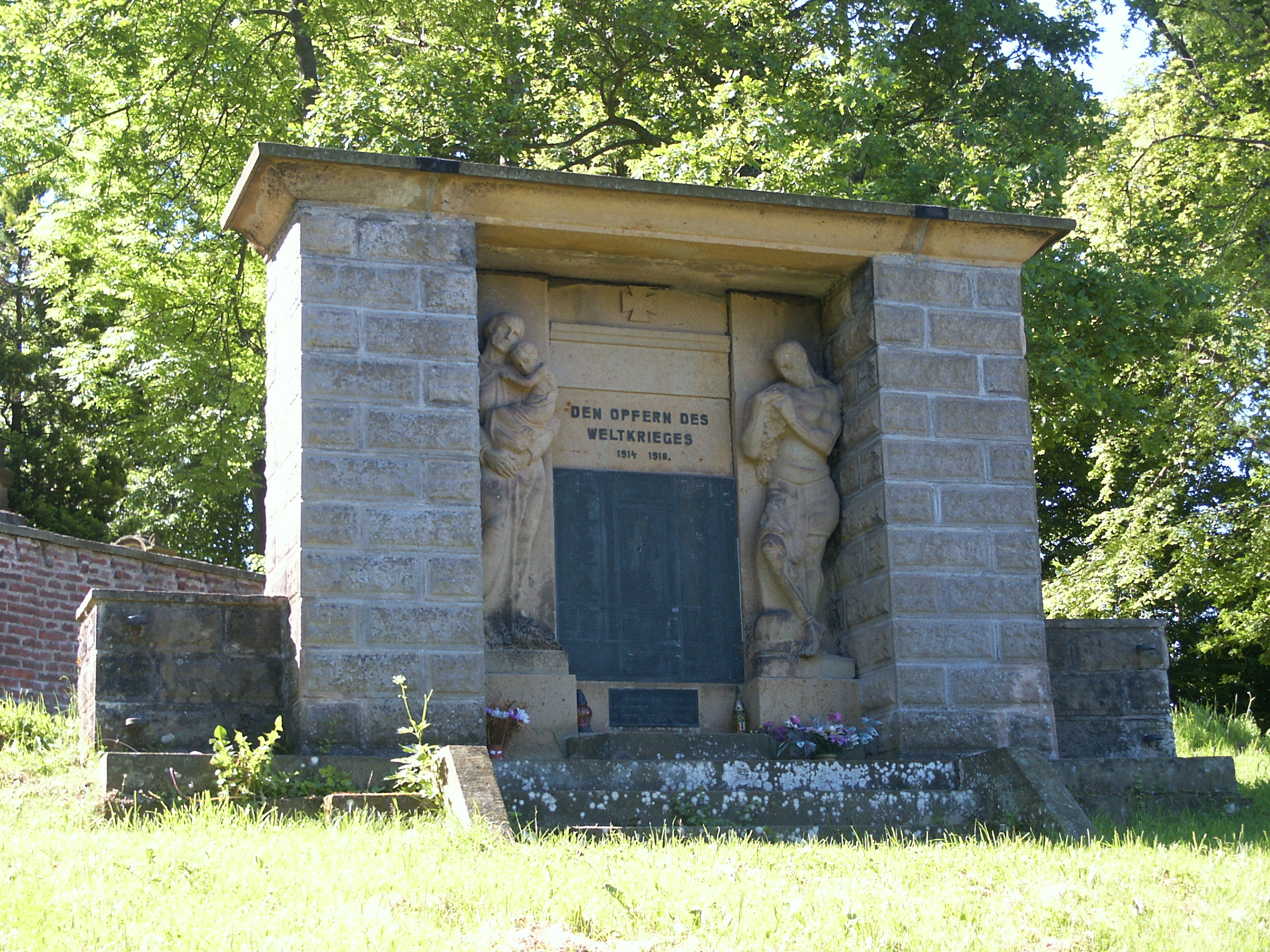
Kriegerdenkmal in Mlade Buky
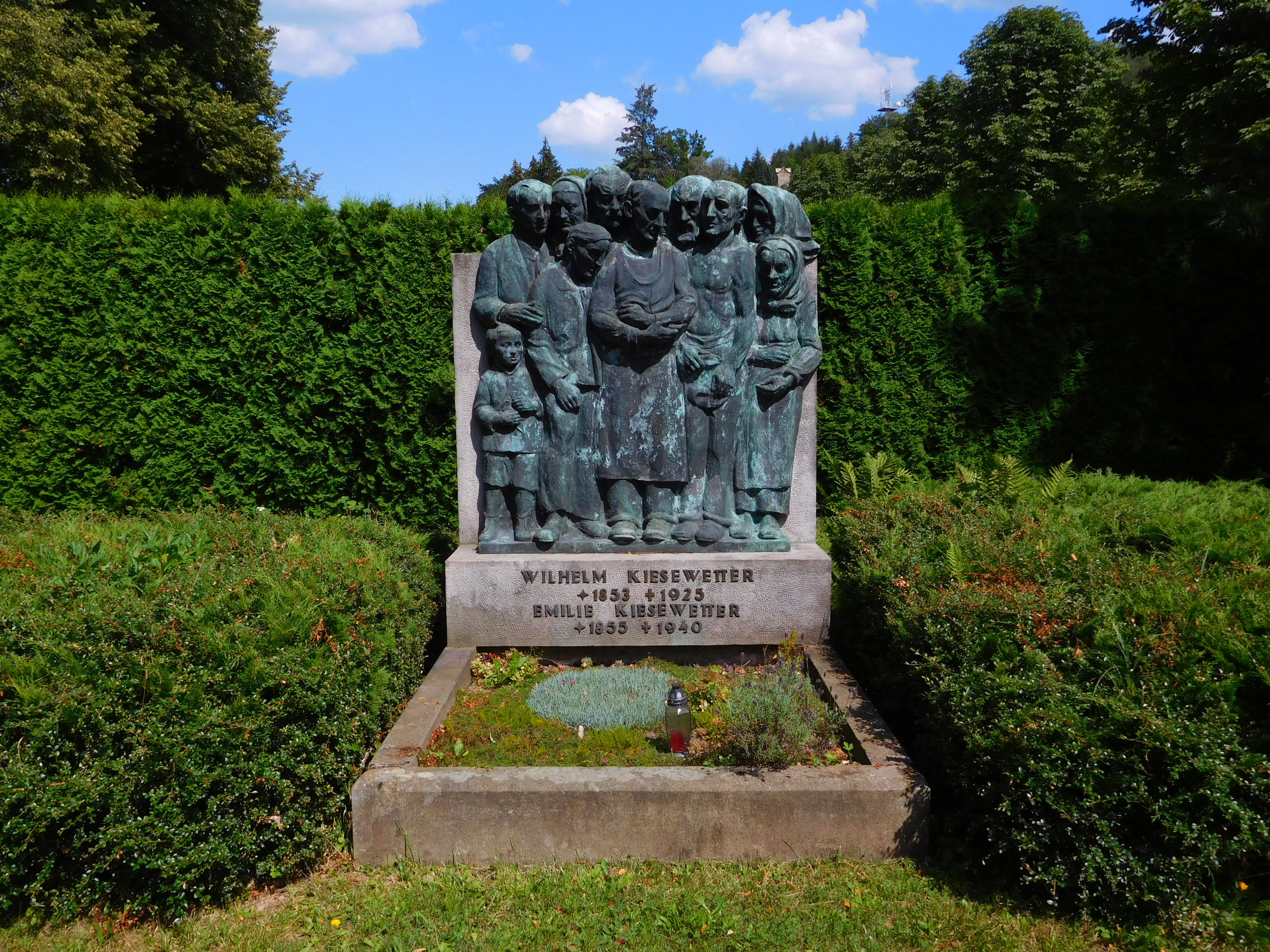
Grabmal Kiesewetter auf dem Friedhof Trautenau
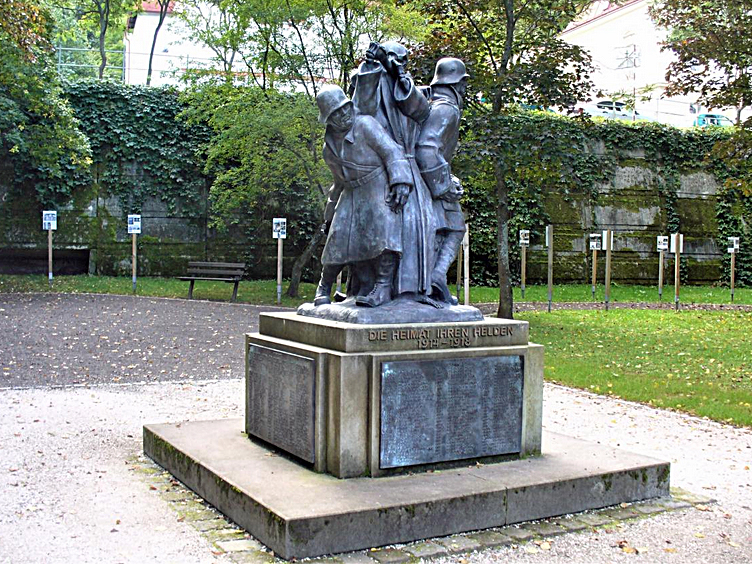
Kriegerdenkmal im Stadtpark von Trautenau

## Ausstellungen
- 2015: Ausstellung im Riesengebirgsmuseum Vrchlabí (Hohenelbe), anlässlich seines 125. Geburtstags, mit über 80 Werken aus dem Museum des Riesengebirgsvorlandes Trutnov, der Stadtgalerie Trutnov, dem Riesengebirgemuseum Marktoberdorf und dem Stadtmuseum in Žacléř.[12]
- 2016: Ausstellung im Museum des Riesengebirgsvorlandes Trutnov (Trautenau), anlässlich seines 125. Geburtstags und seines 60. Todestags.[13]